# Karl XI:s kröning
Karl XI:s kröning ägde rum den 28 september 1675 i Domkyrkan i Uppsala. Kung Karl XI kröntes av ärkebiskop Laurentius Stigzelius och Riksdrotsen Per Brahe d.y.

## Kröningen

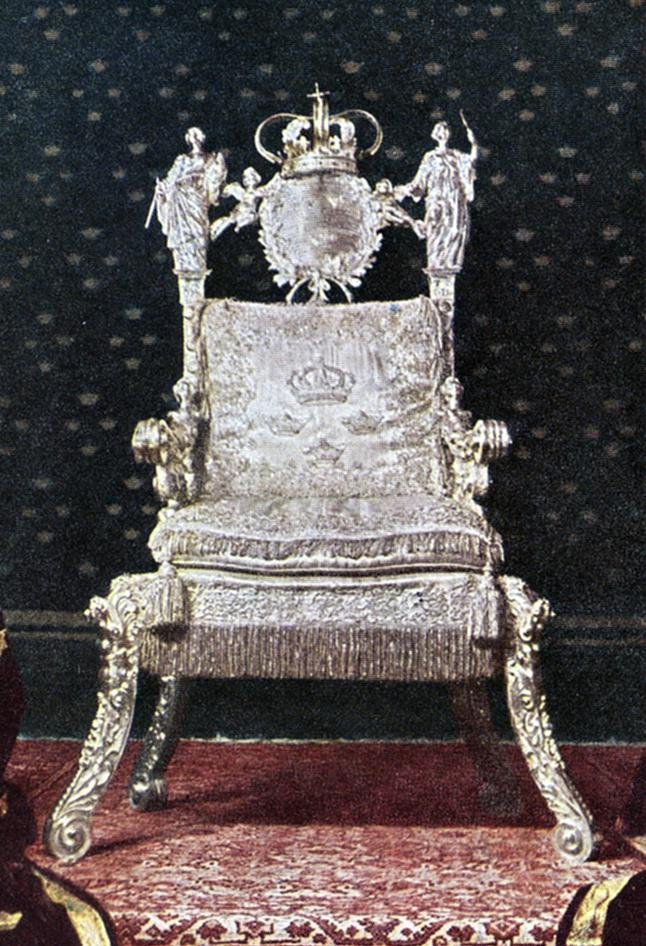
Drottning Kristinas silvertron i Rikssalen på Stockholms slott är en tron som har använts av den svenske monarken vid högtidliga ceremonier som kröningar, trontillträden och riksdagens högtidliga öppnande.

Kröningen var en ståtliga ceremoni som hölls i Uppsala och som började med en procession från slottet till domkyrkan där själva kröningsakten tog vid, varefter en procession gick tillbaka till slottet.

### Proccessionen från Uppsala slott till kyrkan[2]
Klockan 8 på morgonen den 28 september stod gardet uppställt på borggården, då kungen kom ut ifrån Rikssalen. Proccessionen gick i följande ordning:
- Två härolder - sekreterarna Wattrang och Tavasten
- Sex trumpetare och ett par pukor
- Hovmarskalken Bengt Rosenhane
- Officerarna, utländska gäster, extra capita och hovjunkarna tre och tre i rad
- Lantmarskalken Gustav Duwall
- Ridderskapet och Adeln uppdelade efter klass, tre och tre i rad
- Två härolder - sekreterarna Rothof och Leijonclou
- Sex trumpetare och ett par pukor
- Riksmarskalken Johan Gabriel Stenbock
- Riksråden två och två till häst
- Rådets ämbetsmän till häst bärande riksregalierna;
  - Nyckeln av riksskattmästaren Sten Nilsson Bielke
  - Riksäpplet av rikskanslern Magnus Gabriel de la Gardie - Enligt uppgift från Nils Bielke ramlade Magnus Gabriel av sin häst under processionen och tappade riksäpplet i marken, vilket sågs som ett dåligt omen.[3]
  - Spiran av riksamiralen Gustav Otto Stenbock i vars ställe det äldsta riksrådet Axel Sparre utförde uppgiften.
  - Svärdet av riksfältherren Karl Gustav Wrangel i vars ställe det äldsta riksrådet Gustav Banér utförde uppgiften.
  - Kronan av riksdrotsen Per Brahe d.y.
- Kung Karl XI till häst flankerad av hovstallmästaren Reutercrantz  och överhovstallmästaren under en himmel som bars av fyra generaler och fyra landshövdingar, varav en var Johan Ekeblad.[4]
- På var sin sida om kungen gick 24 "adelsbussar" och utanför dem kungens lakejer
- Fältmarskalken Krister Horn till häst med Riksbaneret
- Riksrådet Ernst Johan Creutz till häst med kröningskjorteln
- Kungens kammarherrar till fots
- Kungens pager
- Kungens vagn som slutar alt

### Kröningsakten
När processionen kommit fram till domkyrkan steg kungen ner från hästen och hälsades vid kyrkporten av ärkebiskop Lars Stigzelius med orden  Välsignad vare han som kommer i Herrens namn!. Därefter ledde ärkebiskopen processionen in i kyrkan där han gick främst med smörjelsehornet, därefter kom riksråden i sina nyuppsydda riksrådsmantlar, som kallades talar och var sydda i karmosinrött sammet med bräm i hermelin. Därefter kom kungen i en dräkt i blommig silverbrokad. Ärkebiskopen smorde kungen och regalierna tilldelades honom.

#### Kröningsmusiken samt bibeltexter
Vid intåget i kyrkan spelades det på kyrkans orgel samt av trumpeter, pukor och andra instrument. Deltagande musiker var Hovkapellet under Gustav Düben samt Hovtrumpetarkåren. Därefter sjöng biskopen i Strängnäs, Carolus Lithman, Veni sancte Spiritus på svenska. Därefter följde predikan över texten i Andra Krönikeboken 1:1, vilken lyder i 1917 års kyrkobibel: Salomo, Davids son, befäste sig nu i sin konungamakt, i det att HERREN, hans Gud, var med honom och gjorde honom övermåttan stor.
Därefter sjöng biskopen i Skara, Johannes Baazius den yngre, Symbolum eller Tron. Därefter sjöng biskopen i Växjö, Jonas Johannis Scarinius, Litanian från altaret, som kör till detta svarade samtliga närvarande biskopar med sång. Efter smörjelsen sjöng hela församlingen med musik psalmen Gud give vår Konung, därefter ett nytt musikstycke, som följdes av psalmen Herren vår Gud vare med dig blid, och efter välsignelsen kom ytterligare ett musikstycke. Därefter är gudstjänsten slut, och det sjöngs Te Deum laudamus, varpå uttåget börjades under musik.

### Drottning Kristinas silvertron
Drottning Kristinas silvertron stod framme vid altaret, i koret. Silvertronen användes första gången till drottning Kristinas kröning 1650 i Storkyrkan. Drottning Kristinas silvertron står sedan 1755 placerad på Rikssalen på Stockholms slott, då den togs i bruk till 1755 års riksdag. Vid slottsbranden 1697 stod tronen i rikssalen på slottet Tre Kronor och tronen var en av endast två möbler som räddades vid slottsbranden. Efter slottsbranden 1697 stod tronen i Wrangelska palatset innan den nya Rikssalen togs i bruk 1755.

### Efter kröningsakten
Efter kröningsakten gick kröningståget tillbaka till slottet i samma ordning som innan. Allmänheten bjöds på en kröningsfest med helstekt oxe späckad med allehanda andra köttsorter. Kungen själv höll en kröningsfest på slottet i Rikssalen där han åt tillsammans med adeln, de utländska sändebuden och sitt hov; präster, borgare och bönder som var riksdagsmän åt i en angränsande sal. Kastmynt kastades även ut till folket. Dagen efter på Mikaelidagen tog kungen emot hyllingar och trohetseder från riksrådet, ridderskapet och övriga stånd.

## Karl XI:s kröning i bilder

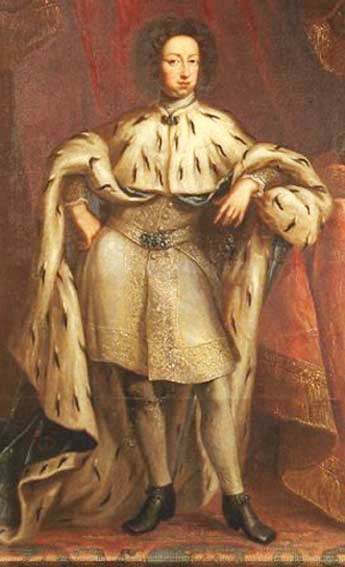
Karl XI:s kröningsdräkt
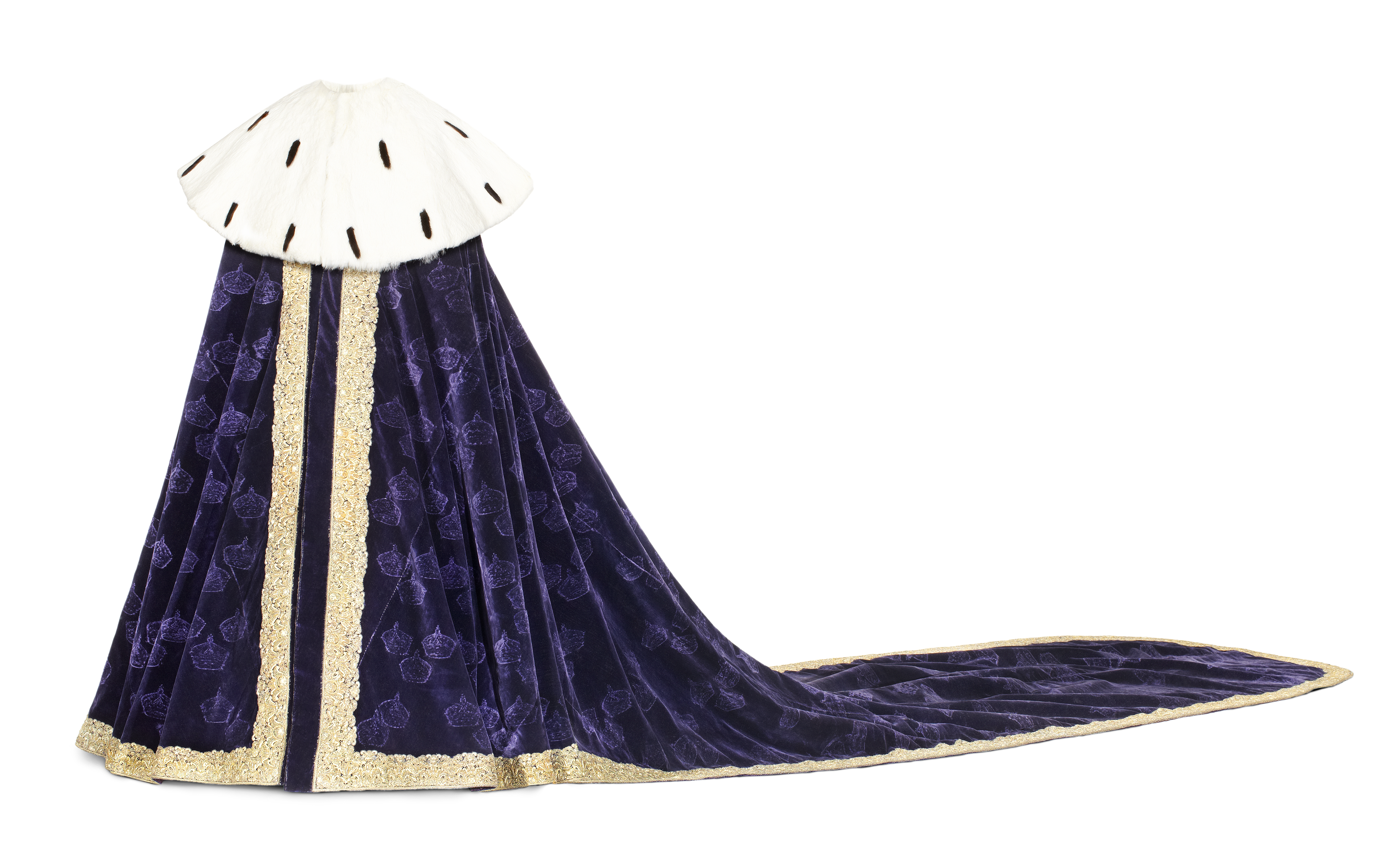
Karl XI:s kröningsmantel i purpur
Kröningshimmel som bars över Karl XI vid hans kröning
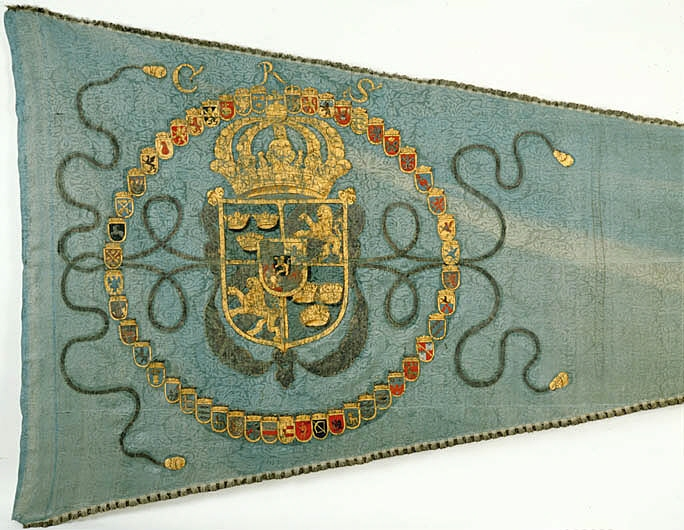
Riksbaneret som användes vid Karl XI:s kröning
Per Brahe d.y. iklädd riksrådsmantel och bärandes kronan
Magnus Gabriel De la Gardie iklädd riksrådsmantel
Johan Gabriel Stenbock iklädd riksrådsmantel.
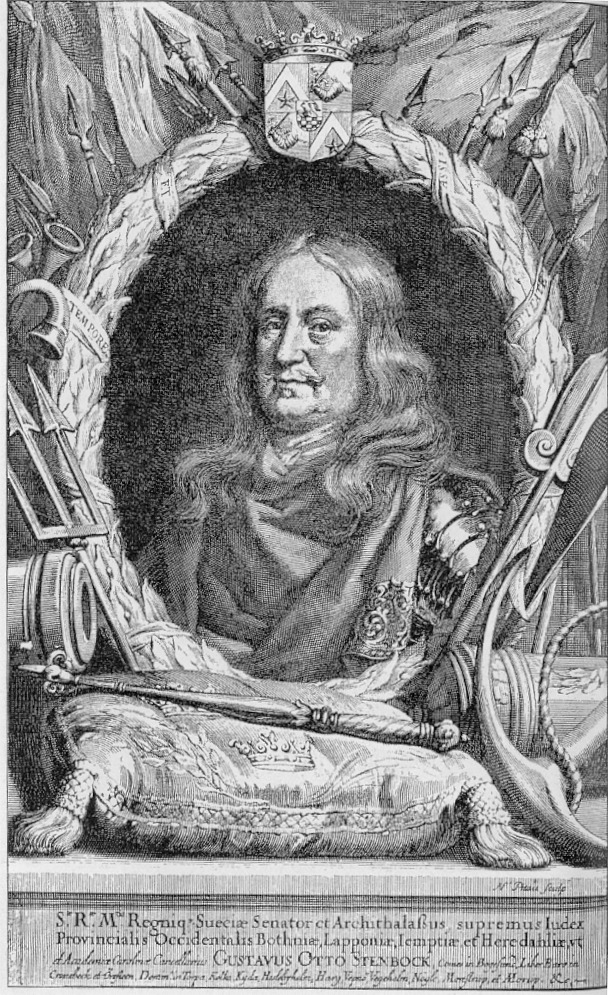
Gustav Otto Stenbock på en etsning med spiran på ett hyende framför sig.
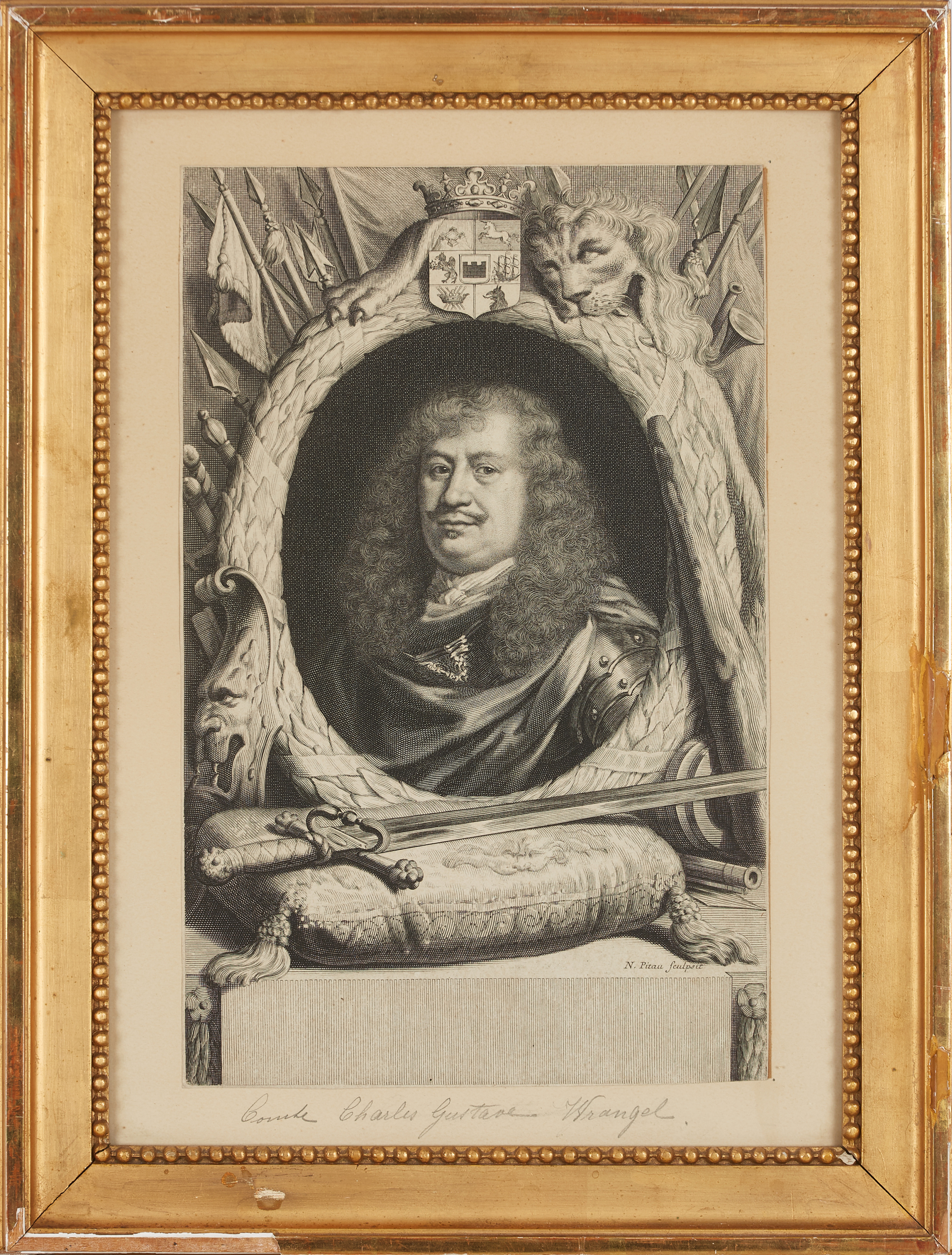
Karl Gustaf Wrangel på en etsning med svärdet på ett hyende framför sig.